# Euphausia
Euphausia es un género de crustáceos malacostráceos del orden Euphausiacea, el más numeroso de los conocidos vulgarmente como krill, dentro de la familia Euphausiidae.

## Taxonomía
Hay 31 especies conocidas en este género.
- Euphausia americana Hansen, 1911
- Euphausia brevis Hansen, 1905
- Euphausia crystallorophias Holt y W. M. Tattersall, 1906 – nombre común: kril glacial;[1] océano Antártico.
- Euphausia diomedeae Ortmann, 1894
- Euphausia distinguenda Hansen, 1908
- Euphausia eximia Hansen, 1911
- Euphausia fallax Hansen, 1916
- Euphausia frigida Hansen, 1911
- Euphausia gibba G. O. Sars, 1883
- Euphausia gibboides Ortmann, 1893
- Euphausia hanseni Zimmer, 1915
- Euphausia hemigibba Hansen, 1910
- Euphausia krohnii (Brandt, 1851), formalmente E. pellucida. El binomial E. krohnii es en referencia a August David Krohn (1804 – 1891), un embriólogo y anatomista ruso.
- Euphausia lamelligera Hansen, 1911
- Euphausia longirostris Hansen, 1908
- Euphausia lucens Hansen, 1905
- Euphausia mucronata G. O. Sars, 1883
- Euphausia mutica Hansen, 1905
- Euphausia nana Brinton, 1962 – océano Pacífico; mar del Japón
- Euphausia pacifica Hansen, 1911 – nombre común: kril del Pacífico; océano Pacífico.
- Euphausia paragibba Hansen, 1910
- Euphausia pseudogibba Ortmann, 1893
- Euphausia recurva Hansen, 1905
- Euphausia sanzoi Torelli, 1934
- Euphausia sibogae Hansen, 1908
- Euphausia similis G. O. Sars, 1885
- Euphausia spinifera G. O. Sars, 1885
- Euphausia superba Dana, 1852 – nombre común: kril antártico; océano Antártico.
- Euphausia tenera Hansen, 1905
- Euphausia triacantha Holt y Tattersall, 1906
- Euphausia vallentini Stebbing, 1900